# René Smet
René Victor Smet (* 24. April 1898 in Châtelet; † 1980) war ein belgischer Ruderer und Boxer.

## Werdegang
René Smet gewann bei den Europameisterschaften 1920 in Mâcon Silber mit dem Achter des Cercle des Régates de Bruxelles. Bei den Olympischen Sommerspielen 1920 in Antwerpen schied er mit der belgischen Crew in der Achter-Regatta im Vorlauf aus. Zudem trat er im Weltergewichtsturnier im Boxen an. Dort unterlag er in seinem ersten Kampf dem Dänen August Suhr.